# عرب امریکن ویهکلز
عرب امریکن ویهکلز (انگلیسی: Arab American Vehicles) شرکت خودروسازی مصری است. 